# نادي بدر
نادي بدر أو نادي بدر الرياضي، هو نادي رياضي مصري يقع بمحافظة البحيرة بمدينة بدر ويلعب في الدوري المصري القسم الثالث.